# Cayo Trebio Sergiano
Cayo o Gayo Trebio Sergiano  fue un senador romano del siglo II, que desarrolló su cursus honorum bajo los imperios de Trajano y Adriano.

## Carrera pública
Su primer cargo conocido fue el de gobernador de Galacia en 129, durante la visita del emperador Adriano por las provincias romanas de Asia Menor. Su carrera culminó bajo ese mismo emperador como consul ordinarius en 132.